# Halichoeres penrosei
Espèce
Halichoeres penrosei est une espèce de poisson osseux de la famille des Labridae endémique du Brésil. Il peut atteindre une longueur maximale de 5,6 cm.